# Adiantopsis dichotoma
Adiantopsis dichotoma är en kantbräkenväxtart som först beskrevs av Antonio José Cavanilles, och fick sitt nu gällande namn av Moore. Adiantopsis dichotoma ingår i släktet Adiantopsis och familjen Pteridaceae. Inga underarter finns listade.